# Drewitz
Drewitz là một đô thị thuộc huyện Jerichower Land, bang Sachsen-Anhalt, Đức. Đô thị Drewitz có diện tích 8,09 km², dân số thời điểm ngày 31 tháng 12 năm 2006 là 409 người.